# Atlas
För andra betydelser, se Atlas (olika betydelser).

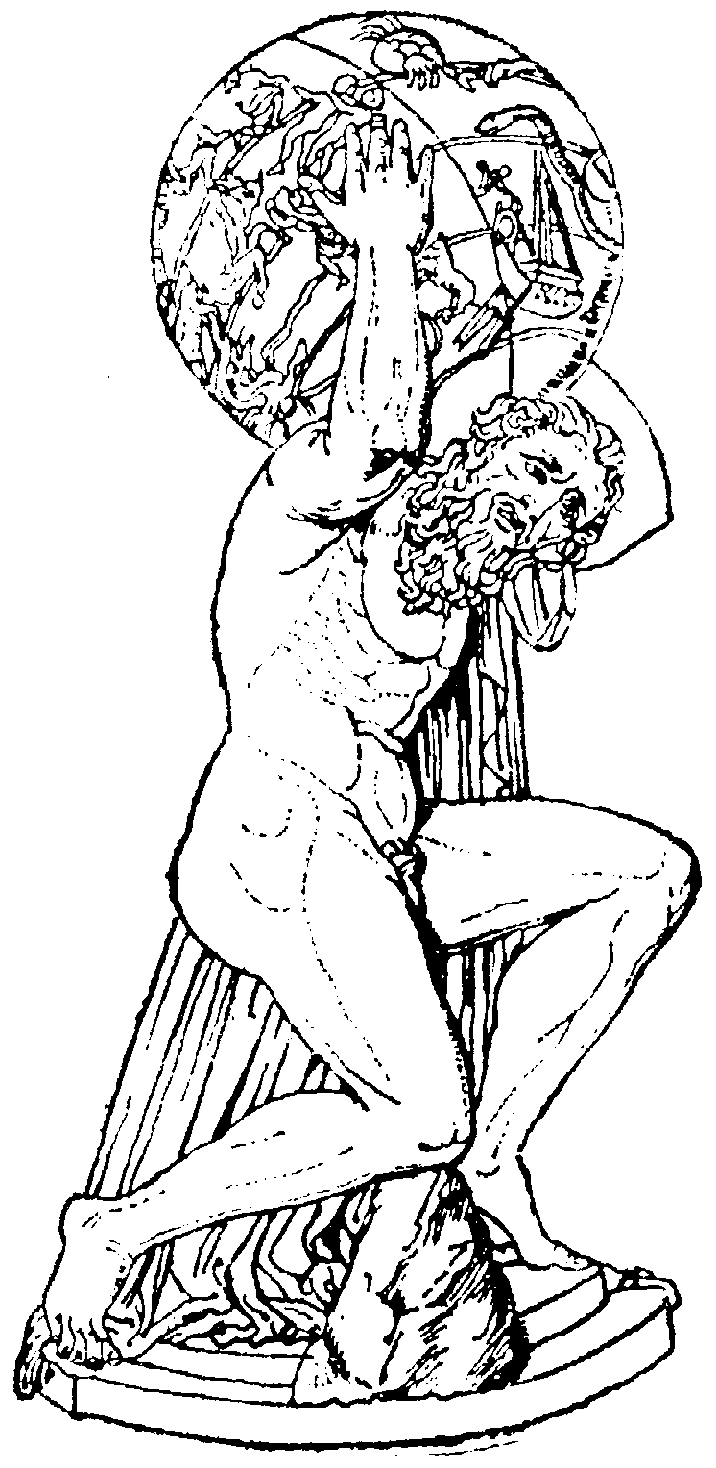
Titanen Atlas.

Atlas var i grekisk mytologi en av titanerna, föregångarna till de grekiska gudarna.
Jätten Atlas ledde titanernas kamp mot de nya gudarna på Olympen. Efter nederlaget bestraffades han med uppgiften att bära himlen på sina axlar. Hjälten Perseus förvandlade Atlas till sten genom att visa gorgonen Medusas avhuggna huvud för honom, därför att Atlas hade vägrat honom ett gästvänligt mottagande. Det var så Atlasbergen skapades. 
Gestalten Atlas brukar betraktas som en poetisk omskrivning för principen att bergen bär himlen. Traditionellt har Atlasbergen i nordvästra Afrika sagts vara den plats där Atlas bär upp himlavalvet.

## Familj
Atlas far var titanen Iapetos. Atlas själv var far till hesperiderna och plejaderna och  enligt Ovidius även till hyaderna.

## Övrigt
På titelbladet i den nederländske kartografen Gerhard Mercators kartsamling 1595 var Atlas avbildad som himmelsglobens bärare vilket gav upphov till att efterföljande kartböcker benämndes "atlas".